# Dänemarks Technische Universität

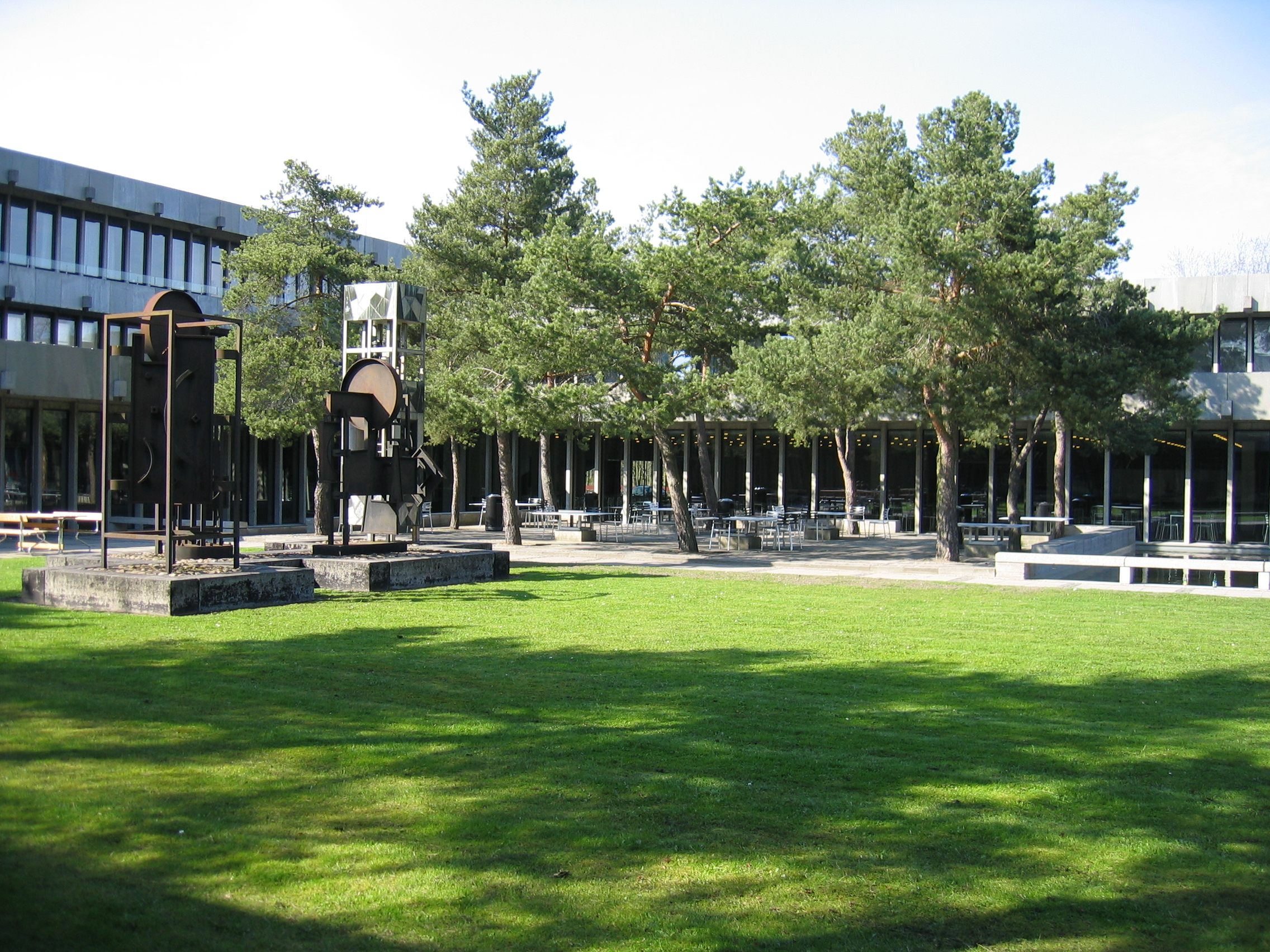
Hauptgebäude in Lyngby

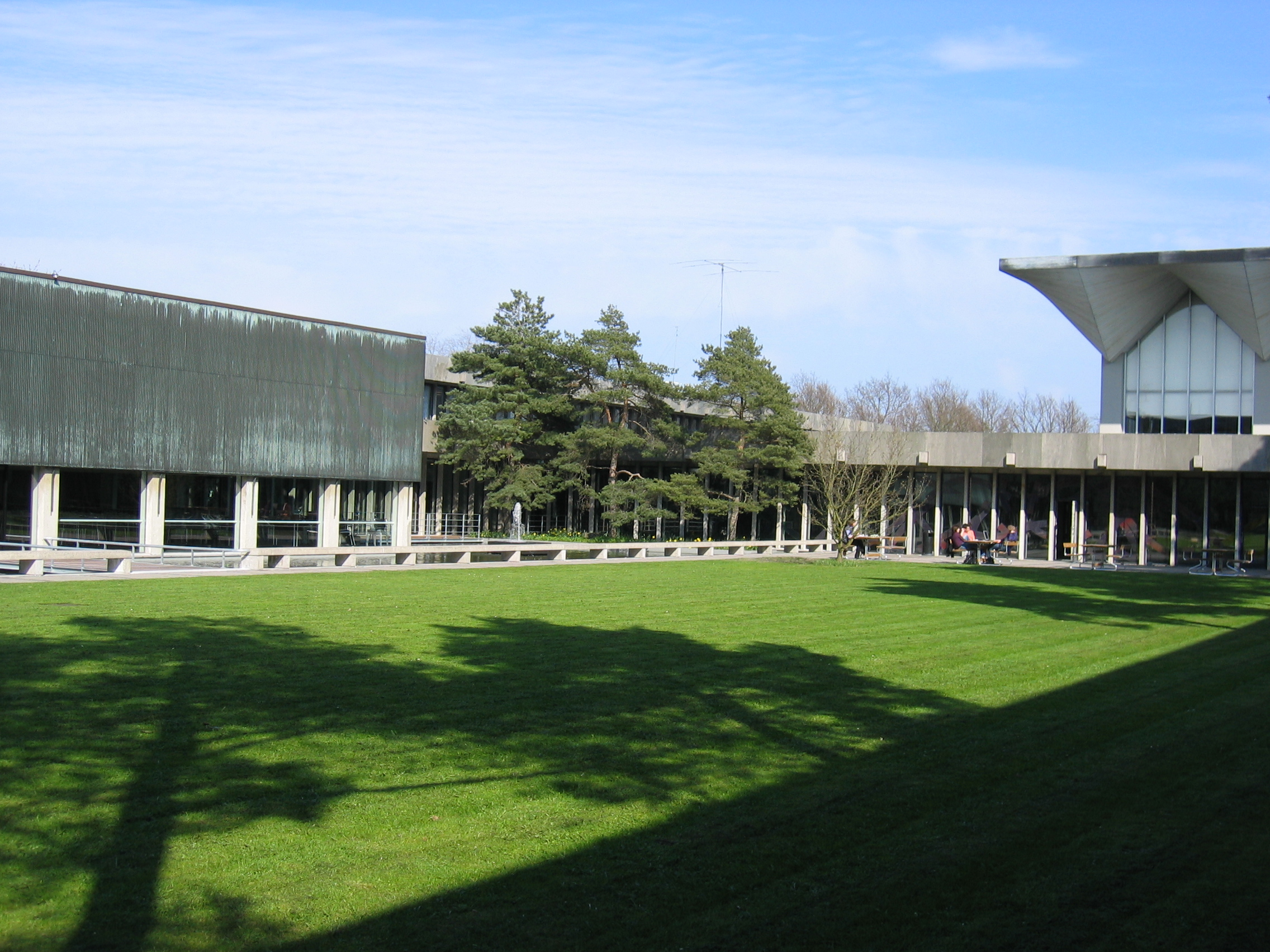
Innenhofbereich

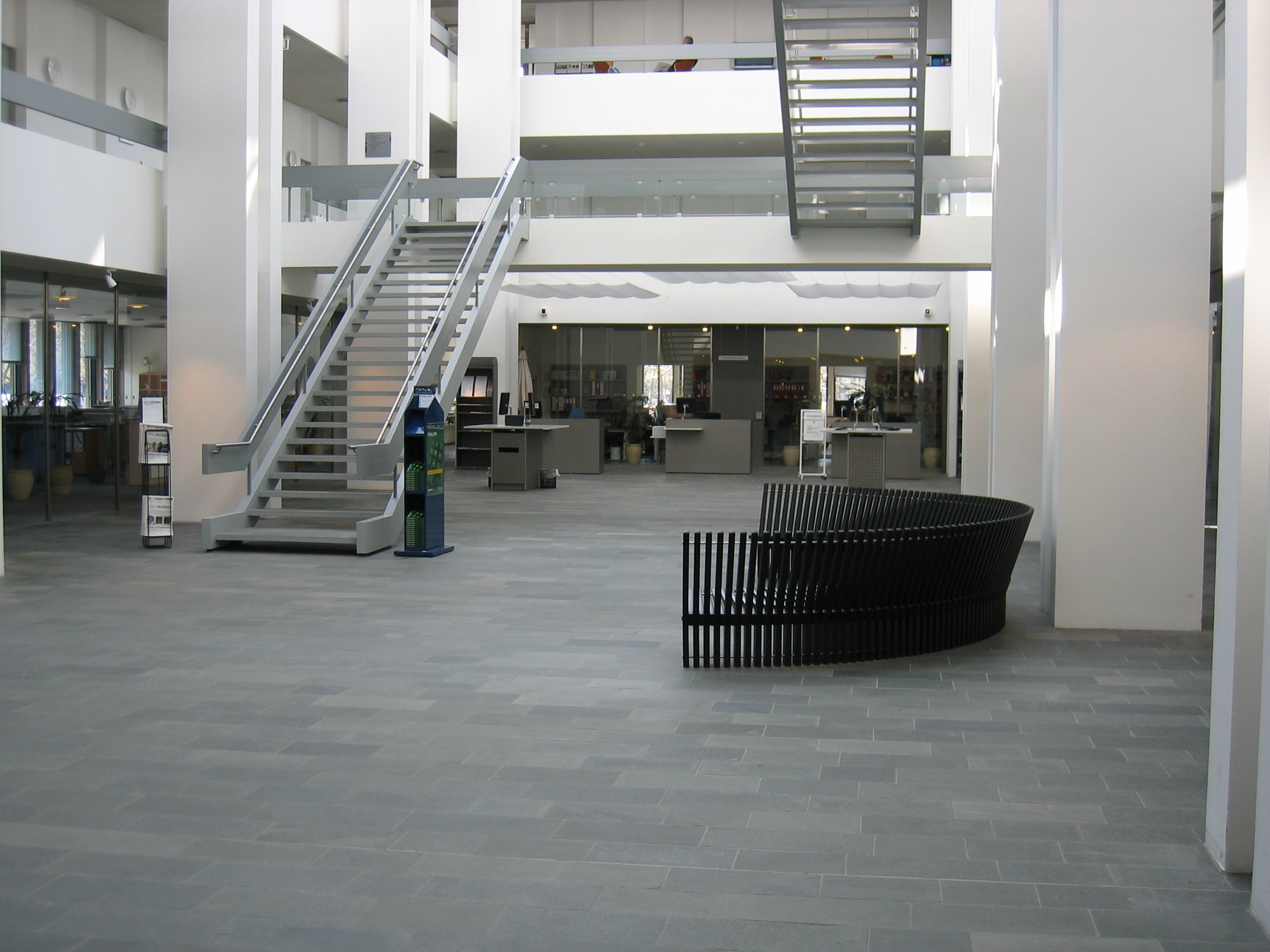
Verwaltungsbereich

Dänemarks Technische Universität (dänisch Danmarks Tekniske Universitet), kurz DTU, ist eine staatliche Universität mit Sitz in Lyngby bei Kopenhagen, Dänemark. Sie wurde 1829 auf Initiative des Physikers Hans Christian Ørsted als Polytechnische Lehranstalt (dänisch Den Polytekniske Læreanstalt) gegründet. 2007 wurden mehrere dänischen Forschungszentren in die Universität eingegliedert und bilden heute Teil- oder eigenständige Fachbereiche der DTU.
Die DTU zählt zu den besten Universitäten in Skandinavien wie auch in der Welt (Platz 18 in Best Global Universities – Engineering von U.S. News & World Report, Platz 46 in QS World University Rankings – Engineering and Technology und Platz 38 in Academic Ranking of World Universities – Engineering). Sie nimmt im Forschungsbereich Platz 20 der meistzitierten Institute in wissenschaftlichen Veröffentlichungen (im Bereich Engineering 1997–2007) ein.

## Geschichte

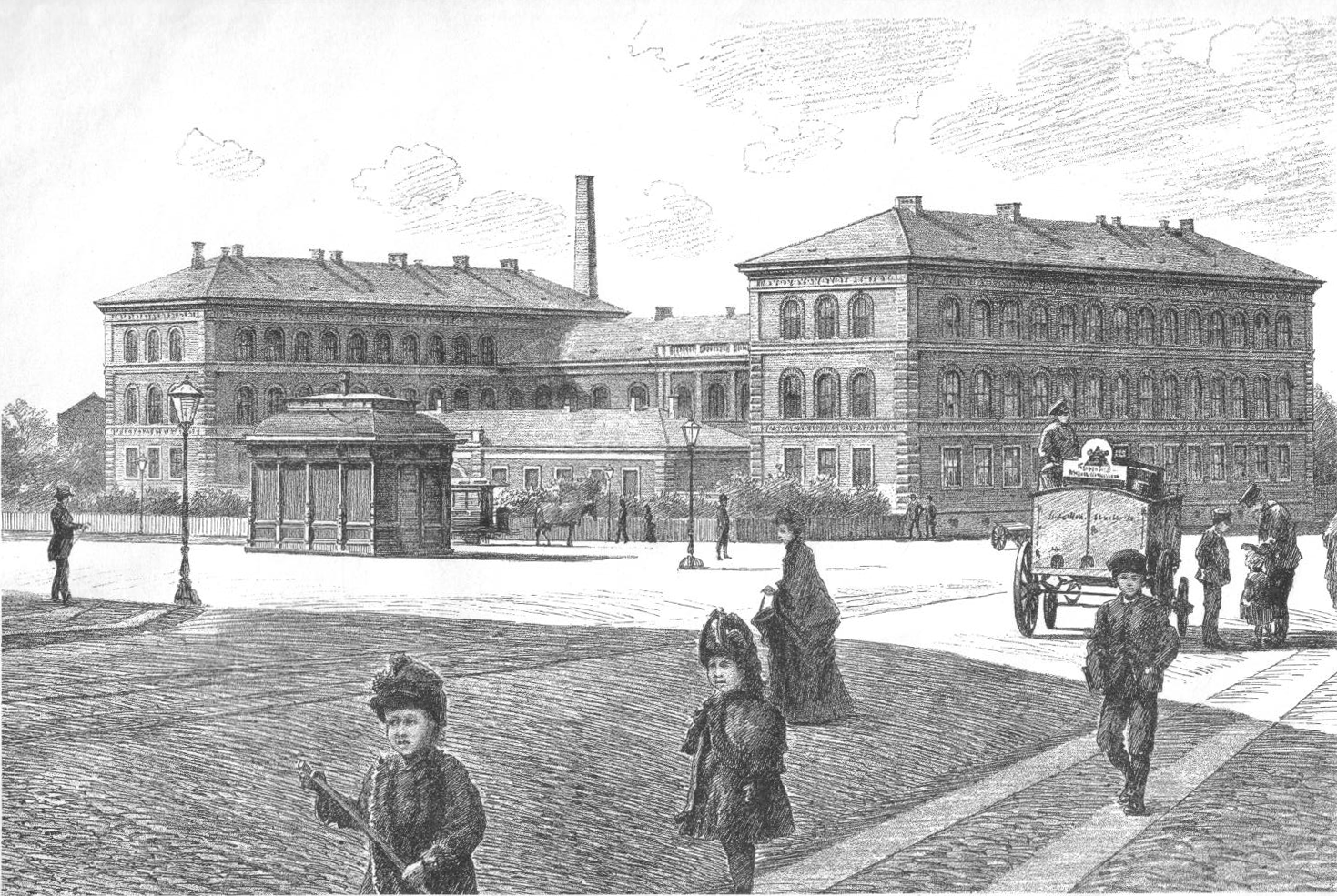
Polytechnische Lehranstalt (dänisch Den Polytekniske Læreanstalt) in Sølvgade, 1889

1829 wurde die Polytechnische Lehranstalt gegründet. Treibende Kraft war der Physiker Hans Christian Ørsted, der damals Professor an der Universität Kopenhagen war. Inspiriert wurde von der École polytechnique in Paris. Mit der Eröffnung im Jahre 1829 wurde Ørsted bis zu seinem Tode im Jahr 1851 erster Rektor.
Die Lehranstalt war bis 1890 in zwei Gebäuden in Studiestræde und St-Oederstræde im Zentrum Kopenhagens untergebracht und zog dann in ein vom Architekten Johan Daniel Herholdt entworfenen Gebäudekomplex in Sølvgade um. Ab 1920 wurde der Platz für die stetig wachsende Hochschule immer unzureichender und im Jahr 1929 wurde dann der Grundstein für einen neuen Gebäudekomplex in Østervold gelegt. Durch den Zweiten Weltkrieg verzögerte sich dessen Fertigstellung aber bis ins Jahr 1954. Im Jahr 1960 wurde dann die Entscheidung getroffen, die Hochschule in den Norden Kopenhagens an den jetzigen Standort in Lyngby umzusiedeln, wo am 17. Mai 1974 die feierliche Eröffnung stattfand.
Von 1933 an war die Hochschule offiziell bekannt als Dänemarks Technische Hochschule (dänisch Danmarks tekniske Højskole, DtH). Nach der Vereinigung mit Dänemarks Ingenieurakademie (dänisch Danmarks Ingeniørakademi, DIA) im Jahre 1994, wurde sie umbenannt in Dänemarks Technische Universität (dänisch Danmarks Tekniske Universitet, DTU).
Am 1. Januar 2007 wurde die DTU mit den folgenden Forschungseinrichtungen vereinigt: Forskningscenter Risø, Danmarks Fødevareforskning, Danmarks Fiskeriundersøgelser (seit 2008 das National Institute for Aquatic Resources; DTU Aqua), Danmarks Rumcenter und Danmarks Transport-Forskning.

## Forschungsinstitute und Fachbereiche

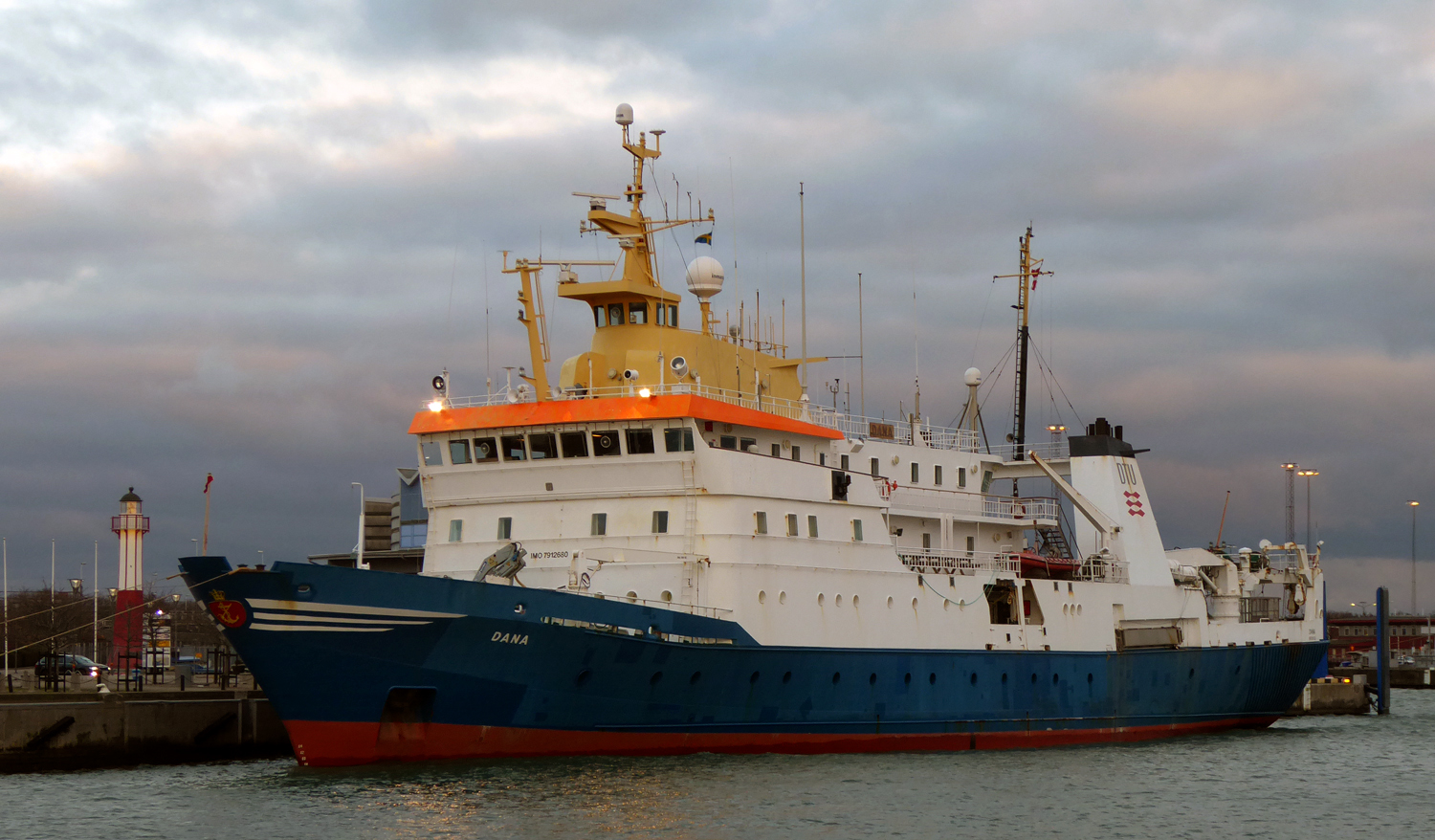
R/V Dana, Forschungsschiff der DTU, 2016

Es gibt 21 Fachbereiche und Fachzentren:
- DTU Aqua (Institut for Akvatiske Ressourcer – Wasserwirtschaft)
- DTU Bioengineering (Institut for Bioteknologi og Biomedicin)
- DTU Biosustain (Novo Nordisk Foundation Center for Biosustainability)
- DTU Compute (Institut for Matematik og Computer Science)
- DTU Construct (Institut for Byggeri og Mekanisk Teknologi  – Bauwesen und Mechanik)
- DTU Electro (Institut for Elektroteknologi og Fotonik – Elektrotechnik und Photonik)
- DTU Energi (Institut for Energikonvertering og -lagring)
- DTU Engineering Technology (Institut for Ingeniørteknologi og -didaktik)
- DTU Entrepreneurship (Center for entrepreneurskab i teknologi)
- DTU Fysik (Institut for Fysik – Physik)
- DTU Fødevareinstituttet (Lebensmittelsicherheit und Ernährungswissenschaft)
- DTU Kemi (Institut for Kemi – Chemie)
- DTU Kemiteknik (Institut for Kemiteknik – Chemietechnik)
- DTU Learn for Life
- DTU Management (Institut for Teknologi, Ledelse og Økonomi)
- DTU Nanolab (Nationalt Center for Nanofabrikation og -karakterisering)
- DTU Offshore (Danish Offshore Technology Centre)
- DTU Skylab
- DTU Space (Institut for Rumforskning og -teknologi – Luft- und Raumfahrttechnik, Geodäsie, Klimatologie und Astrophysik)
- DTU Sundhedsteknologi (Institut for Sundhedsteknologi)
- DTU Sustain (Institut for Miljø- og Ressourceteknologi)
- DTU Vindenergi (Institut for Vind og Energisystemer – Windenergie)

## Rektoren
| Name                      | Von               | Bis               |
| ------------------------- | ----------------- | ----------------- |
| Hans Christian Ørsted     | 27. Januar 1829   | 13. März 1851     |
| Johan Georg Forchhammer   | 13. März 1851     | 14. Dezember 1865 |
| Christian Gotfried Hummel | 14. Dezember 1865 | 21. August 1872   |
| Carl Valentin Holten      | 5. September 1872 | 31. Juli 1883     |
| Julius Thomsen            | 1. August 1883    | 31. Januar 1902   |
| Gustav Adolph Hagemann    | 1. Februar 1902   | 31. Januar 1912   |
| Harald Immanuel Hannover  | 1. Februar 1912   | 31. Januar 1922   |
| P.O. Pedersen             | 1. Februar 1922   | 31. Oktober 1941  |
| Anker Engelund            | 1. November 1941  | 31. Mai 1959      |
| Eggert Knuth-Winterfeldt  | 1. Juni 1959      | 31. Januar 1975   |
| Flemming Woldbye          | 1. Februar 1975   | 30. April 1977    |
| Peter Lawætz              | 1. Mai 1977       | 30. April 1986    |
| Hans Peter Jensen         | 1. Mai 1986       | 30. Oktober 2001  |
| Lars Pallesen             | 1. November 2001  | 31. Oktober 2011  |
| Anders Overgaard Bjarklev | 1. November 2011  | (bis heute)       |

## Assoziierte Persönlichkeiten
- Povl Ahm (1926–2005),

dänischer Bauingenieur, studierte an der Polytekniske Læreanstalt (Abschluss 1949)
- Craig R. Barrett (* 1939),

amerikanischer Wissenschaftler (Ph.D. in Materialwissenschaften), war u. a. ehemaliger CEO der Intel Corporation. 1972 war er im Rahmen des Fulbright-Programms als Wissenschaftlicher Mitarbeiter an der DTU.
- Dines Bjørner (* 1937),

dänischer Informatiker, der 1965–1969 und 1976–2007 Professor an der DTU war (seit 2007 im Ruhestand). Er ist u. a. spezialisiert auf Softwaretechnik und Autor des dreibändigen Standardwerks: Software Engineering 1-3.
- Ludwig August Colding (1815–1888),

dänischer Physiker und Ingenieur, der als einer der Wegbereiter des Energieerhaltungssatzes und der mechanischen Wärmetheorie gilt. Er war 1837–41 Student und 1865–1886 Professor an der Polytekniske Læreanstalt (heutige DTU).
- Henrik Dam (1895–1976),

dänischer Physiologe und Biochemiker, der 1920 an der Polytekniske Læreanstalt (heutige DTU) sein Abschluss in Chemie erwarb. Für die Entdeckung des Vitamin K erhielt er 1943 gemeinsam mit Edward Adelbert Doisy den Nobelpreis für Medizin.
- Anker Engelund (1889–1961),

dänischer Bauingenieur und Rektor der DTU (damals Danmarks tekniske Højskole) von 1941–1959. Er war maßgeblich an Planung und Umsetzung der Expansion der DTU beteiligt, was schließlich Ende der 50er Jahre zu dem Umzug von Østervold nach Lyngby führte.
- P. Ole Fanger (1934–2006),

dänischer Ingenieur für Bauwesen (civil engineering) mit Spezialisierung auf Gesundheitsaspekte im Innenraumbereich. Er machte 1957 sein Abschluss an der DTU (M.Sc.) und war von 1959 an nahezu durchgehend bis zu seinem Tode im Jahre 2006 Professor an der DTU.
- Per Brinch Hansen (1938–2007),

dänischer Informatiker, der 1957–1963 an der DTU Elektrotechnik studierte und als Pionier der Entwicklung von Betriebssystemen und der Nebenläufigkeits-Programmierung (Concurrent Programming) gilt.
- Jørgen Brinch Hansen (1909–1969),

dänischer Bauingenieur, der 1935 sein Diplom als Bauingenieur an Danmarks tekniske Højskole (heutige DTU) machte. 1955 wurde er Professor für Bodenmechanik und Grundbau an der DTU, und gleichzeitig Direktor des dänischen geotechnischen Instituts.
- Piet Hein (1905–1996),

dänischer Wissenschaftler, Mathematiker, Erfinder und Literat, der u. a. auch an der DTU studierte. Er prägte den Begriff Superellipse und entwickelte die als Gruk bezeichnet Form von kurzen Gedichten.
- Anders Hejlsberg (* 1960),

dänischer Programmierer und Entwickler von Turbo Pascal und Delphi sowie Miterfinder des .Net-Frameworks. Er war von 1989 bis 1996 Chefentwickler von Borland und wurde dann Chef der Software-Architektur bei Microsoft. Er studierte Anfang der 80er Jahre an der DTU, machte aber nicht seinen Abschluss.
- Henrik Wann Jensen (* 1969),

dänischer Informatiker, der 1993 sein M.Sc. in Elektrotechnik und 1996 sein Ph.D. in Informatik an der DTU erwarb. Sein Hauptbetätigungsfeld ist die Volumenstreuung in der 3D-Computergraphik.
- Sophus Christian Juel (1855–1935),

dänischer Mathematiker, der 1871–1875 an der damaligen Polytekniske Læreanstalt (heutige DTU) studierte und ab 1894 dort lehrte. 1897 erhielt er die Professur für theoretische Mechanik, welche er bis 1925 innehatte.
- Allan Roy Mackintosh (1936–1995),

britischer Physiker, der von 1963 an bis zu seinem Tode in Dänemark lehrte und forschte. Er arbeitete hauptsächlich auf dem Gebiet der Festkörperphysik und war Professor an der DTU (1966–1970) und der Universität Kopenhagen sowie Direktor des Forskningscenter Risø (heute Risø DTU).
- Jakob Nielsen (* 1957),

dänischer Informatiker und Webdesignexperte mit Spezialisierung im Bereich Software- und Webdesign-Gebrauchstauglichkeit. Er studierte an der DTU und erhielt dort sein Doktorgrad (Ph.D.) in Informatik.
- Jakob Nielsen (1890–1959),

dänischer Mathematiker und seit 1925 als Nachfolger von Sophus Christian Juel Professor für theoretische Mechanik an der damaligen Polytekniske Læreanstalt (heutige DTU).
- Hans Christian Ørsted (1777–1851),

dänischer Physiker und Chemiker sowie Mitbegründer und erster Rektor von 1829–1851 der damaligen Polytekniske Læreanstalt (heutige DTU).
- P. O. Pedersen (1874–1941),

dänischer Physiker und Ingenieur sowie Rektor der damaligen Polytekniske Læreanstalt bzw. später Danmarks tekniske Højskole (heutige DTU) von 1922–1941. Er war mitbeteiligt an Valdemar Poulsens Entwicklung des Lichtbogensenders und des Drahttongerätes.
- Henrik Svensmark (* 1958),

dänischer Physiker und Klimaforscher. Er war Direktor des Centre for Sun-Climate Research des Danish National Space Center (DNSC) und ist derzeit Professor des Fachbereichs DTU Space.
- Jens Ulstrup,

dänischer Chemiker und seit 1984 Professor für Anorganische Chemie des Fachbereichs DTU Chemie (Nanochemie).